# Luc-en-Diois
Luc-en-Diois (antični Lucus Augusti) je naselje in občina v jugovzhodnem francoskem departmaju Drôme regije Rona-Alpe. Leta 2006 je naselje imelo 526 prebivalcev.

## Geografija
Kraj leži v pokrajini Daufineji ob reki Drôme, 81 km jugovzhodno od Valence.

## Uprava
Luc-en-Diois je sedež istoimenskega kantona, v katerega so poleg njegove vključene še občine Aucelon, Barnave, La Bâtie-des-Fonds, Beaumont-en-Diois, Beaurières, Charens, Jonchères, Lesches-en-Diois, Miscon, Montlaur-en-Diois, Pennes-le-Sec, Poyols, Les Prés, Recoubeau-Jansac, Val-Maravel in Valdrôme s 1.702 prebivalcema.
Kanton Luc-en-Diois je sestavni del okrožja Die.